# Accord réciproque
Accord réciproque est un tableau réalisé par le peintre Vassily Kandinsky en 1942. Cette toile exécutée à la peinture à l'huile et au Ripolin est conservée au musée national d'Art moderne, à Paris.

## Historique
D’après le catalogue manuscrit de l’artiste, Accord réciproque est peint en janvier-février 1942. Précédée par quelques études préparatoires, c’est l’avant dernière œuvre sur toile du peintre.
À la mort de son mari en décembre 1944, Nina Kandinsky fait placer la dépouille dans un cercueil ouvert au sein de l’atelier, entourée de deux toiles : Accord réciproque et Mouvement I (1935). Missionnée par Jeanne Bucher, la photographe Rogi André prend plusieurs clichés de la scène.
En 1976, l’œuvre est donnée au Centre Pompidou par Nina Kandinsky.

## Postérité
Le tableau fait partie des « 105 œuvres décisives de la peinture occidentale » constituant le musée imaginaire de Michel Butor.